# Альба, Мария
Мария Альба (англ. Maria Alba, урожд. Мария Касахуана Мартинес (исп. Maria Casajuana Martínez); 19 марта 1910, Барселона — 26 октября 1999, Сан-Диего, Калифорния) — американская актриса испанского происхождения.

## Биография
Мария Касахуана работала телефонисткой в Барселоне, пока не выиграла конкурс красоты, проводимый кинокомпанией Fox. В 1927 году Мария участвовала в международном конкурсе красоты в Техасе, представляя на нём Испанию. После этого она переехала в США, выучила английский, взяла псевдоним Мария Альба и стала сниматься в кино. За свою недолгую голливудскую карьеру она снялась в 25 художественных фильмах, начиная с «Придорожного заведения» в 1928 году и заканчивая «Золотом великого бога» в 1935 году. Её наиболее заметной ролью является роль Субботы в фильме «Мистер Робинзон Крузо» (1932), в котором она сыграла вместе с Дугласом Фэрбенксом. В 1940-х годах Мария снялась в двух испаноязычных фильмах.
9 июля 1950 года вышла замуж за Ричарда Бёрка, в этом браке родилось трое детей.